# Les Noces de Cana (Fontana)
Pour les articles homonymes, voir Les Noces de Cana.
Les Noces de Cana est un tableau réalisé par la peintre italienne Lavinia Fontana vers 1575-1580. Cette huile sur cuivre de format vertical est une peinture chrétienne qui représente les Noces de Cana, sous un grand escalier qui domine la tablée, à l'instant où Jésus bénit de l'eau et la transforme en vin, par un miracle. Acquise en 2022, l'œuvre fait partie des collections du J. Paul Getty Museum de Los Angeles, aux États-Unis.